# Bernhartshöhe
Die Bernhartshöhe ist ein 549,3 m ü. NHN hoher Berg im äußersten Südwesten der baden-württembergischen Landeshauptstadt Stuttgart. Sie liegt im Gebiet des Stadtbezirks Stuttgart-Vaihingen, direkt neben dem Autobahnkreuz Stuttgart. Die Bernhartshöhe ist die höchste Erhebung im Stadtgebiet von Stuttgart. Sie ist allerdings kein natürlicher Berg, sondern wurde in den 1970er-Jahren mit Material aus dem Tunnelbau für den Stuttgarter Schienenverkehr aufgeschüttet. Dies war bei der S-Bahn die Verbindungsbahn mit ihrer „Stammstrecke“ und dem Hasenbergtunnel sowie Strecken der Stadtbahn und auch andere Baumaßnahmen.

## Einzelnachweise

Gedenkstein